# 喬治·漢密爾頓·格林
喬治·漢密爾頓·格林（英語：George Hamilton Green；1893年5月23日—1970年）是一位出生於美國內布拉斯加州奧馬哈的木琴演奏家、作曲家和漫畫家。他出生於一個音樂世家，他的祖父和父親都是奧馬哈的著名作曲家，編曲家和指揮家。喬治·漢密爾頓·格林自四歲起學習鋼琴並表現出了驚人的天賦，9歲時在父親負責的管樂團音樂會中擔任木琴獨奏，到11歲時被世人稱為“世界上最偉大的木琴家”，並且為7,000-10,000人演出。
1915年，當喬治·漢密爾頓·格林22歲時，美國音樂家所寫的一篇評論說："他已經開始在其他所有木琴演奏者都離開的地方。他的演奏技巧，以及他在演繹的能力與其他表演者截然不同。說他的作品奇妙而精彩並不能完全表達出來。"
1916年，喬治·密爾頓·格林作為愛迪生公司的獨奏家，並開始了他的錄音生涯，直到他於1940年退休。喬治·漢密爾頓·格林將木琴提升到了常規音樂會樂器的位置。

## 著名作品
- “拉格泰姆羅賓”
- “十字角”
- “查爾斯頓雀躍”
- “彩虹漣漪”
- “小木屋布魯斯”
- “惠斯勒”
- “快活的賈斯珀”

## 唱片
- 木琴天才之喬治•漢密爾頓•格林
- 格林的新奇樂團 [2]

## 榮譽
- 敲擊樂藝術協會名人堂[3]